# Lefkoniko
Lefkoniko (gr.: Λευκόνοικο, tur.: Geçitkale) – miasto i jedna z gmin (gr.: Δήμος) dystryktu Famagusta. Populacja wynosi 7200 mieszkańców (2006).
Obecnie miejscowość jest centrum zatrudnienia dla stolarzy, murarzy, mechaników jak i sprzedawców.
Gmina de facto pod zarządem Cypru Północnego.

## Historia
Greccy mieszkańcy Lefkoniko uciekli podczas inwazji z 1974 r. i od tego czasu miasto zostało odbudowane przez osoby z Kophinou na południu, a także mieszkańców, którzy całkowicie porzucili wieś Artemis, na północ od Lefkoniko. W celu zniechęcenia osadników z Turcji, wiele domów zostało zniszczonych w latach 1955-1977. Dlatego dziś, wieś ma domy z początku 1970 r., z dużą przestrzenią pomiędzy nimi. Przed 1974 mieszkańców wsi było około 2500.

## Komunikacja
W Lefkoniko leży port lotniczy z drogą startową o długości 3400m, najdłuższą na Cyprze, używany głównie dla celów mlitarnych (m.in. przez Stany Zjednoczone do operacji na Bliskim Wschodzie.

## Burmistrzowie
Ze strony greckiej stanowisko burmistrza pełniły następujące osoby:
- 1939 - 1943, Christos Michalopoulos
- 1973 - 1985, Markos Spanos
- 1996 - 2006, Lycurgus Kappas
- 2006 - wciąż, Michalis Pilikos